# 마운트 앤 블레이드 (시리즈)
《마운트 앤 블레이드》(Mount & Blade)는 테일월즈 엔터테인먼트(TaleWorlds Entertainment)가 제작한 액션 롤플레잉 비디오 게임 시리즈이다. 시리즈는 주로 중세 유럽과 중동과 유사한 판타지 세계인 칼라디아(Calradia)를 배경으로 한다. 2015년 기준으로 600만 장의 판매고를 기록했다.

## 목록
| 2008 | 마운트 앤 블레이드                           |
| 2009 |                                              |
| 2010 | 마운트 앤 블레이드: 워밴드                   |
| 2011 | 마운트 앤 블레이드: 위드 파이어 & 소드       |
| 2012 | 마운트 앤 블레이드: 워밴드 - 나폴레오닉 워즈 |
| 2013 |                                              |
| 2014 | 마운트 앤 블레이드: 워밴드 - 바이킹 컨퀘스트 |
| 2015 |                                              |
| 2016 |                                              |
| 2017 |                                              |
| 2018 |                                              |
| 2019 |                                              |
| 2020 |                                              |
| 2021 |                                              |
| 2022 | 마운트 앤 블레이드 2: 배너로드               |

- 《마운트 앤 블레이드》 (2008)
- 《마운트 앤 블레이드: 워밴드》 (2010)
  - 《마운트 앤 블레이드: 워밴드 - 나폴레오닉 워즈》 (2012)
  - 《마운트 앤 블레이드: 워밴드 - 바이킹 컨퀘스트》 (2014)
- 《마운트 앤 블레이드: 위드 파이어 & 소드》 (2011)
- 《마운트 앤 블레이드 2: 배너로드》 (2022)